# روبرت جونز (مدرب كرة سلة)
روبرت جونز (بالإنجليزية: Robert Jones)‏ هو مدرب كرة سلة أمريكي، ولد في 26 يونيو 1979 في كوينز في الولايات المتحدة.